# Желтоклювая американская кукушка
Желтоклю́вая америка́нская куку́шка (лат. Coccyzus americanus) — вид птиц из рода американских кукушек семейства кукушковых. Первое научное описание данному виду дал Карл Линней в 1758 году.
Желтоклювая американская кукушка — это средних размеров птица величиной с ворону. Верхняя часть туловища окрашена в серо-оливковый цвет, нижняя — в белый. И окраской, и силуэтом она очень похожа на кукушек, обитающих на территории России, однако отличается поведением — американские желтоклювые кукушки заботливые родители: пара птиц растит своих птенцов, пока те не вылетят из гнезда. Песня птицы тоже отличается, она не похожа на знакомое всем ку-ку, а похожа на уханье. Голоса кукушек становятся громче перед дождём, за это ей дали название «дождливая ворона». Встретить эту птицу можно в лесу и в зарослях кустарников. В её рацион входят разные виды гусениц, лягушки и мелкие ящерицы, а также растительная пища, такая как малина и виноград.

## Описание

### Внешний вид
Желтоклювая кукушка — это птица средних размеров с длиной туловища около 30 см. Масса тела в среднем составляет 68 г у самок и 58 г у самцов, перед длительным перелётом кукушка может набирать массу до 110 г, а после прилёта она весит 31 г. Размах крыла составляет 39—43 см. Внешне похожа на кукушек, гнездящихся в России: туловище птицы удлинённое, клюв острый, средних размеров, крылья и хвост длинные, лапы тонкие, четырёхпалые, 2 пальца направлены вперёд, 2 — назад. Взрослые птицы имеют серо-оливковый верх и белый низ. Нижняя часть хвоста полосатая. Клюв птицы жёлтый, на надклювье вдоль идёт чёрная полоса. Радужка глаз каряя. Молодые птицы окрашены сходно, за исключением цвета клюва — он у них полностью чёрный. Молодые птицы приобретут взрослый окрас в возрасте около года.
У желтоклювой американской кукушки очень хорошее зрение, её глаза расположены так, что она, не поворачивая головы, может видеть объекты, находящиеся перед ней и сзади.
Птицы хорошо лазают по деревьям и летают. В полёте они развивают скорость до 22 км/ч.

### Голос
Песня желтоклювой американской кукушки — это серия односложных, повторяющихся, ухающих звуков. Во время брачного периода песни можно услышать и днём, и ночью. Этот период длится с мая по сентябрь. Птицы поют даже в жаркую погоду, а перед дождём их голоса становятся громче. За эту способность кукушки предвещать дождь её называют «дождливой вороной» (англ. rain crow).

## Размножение

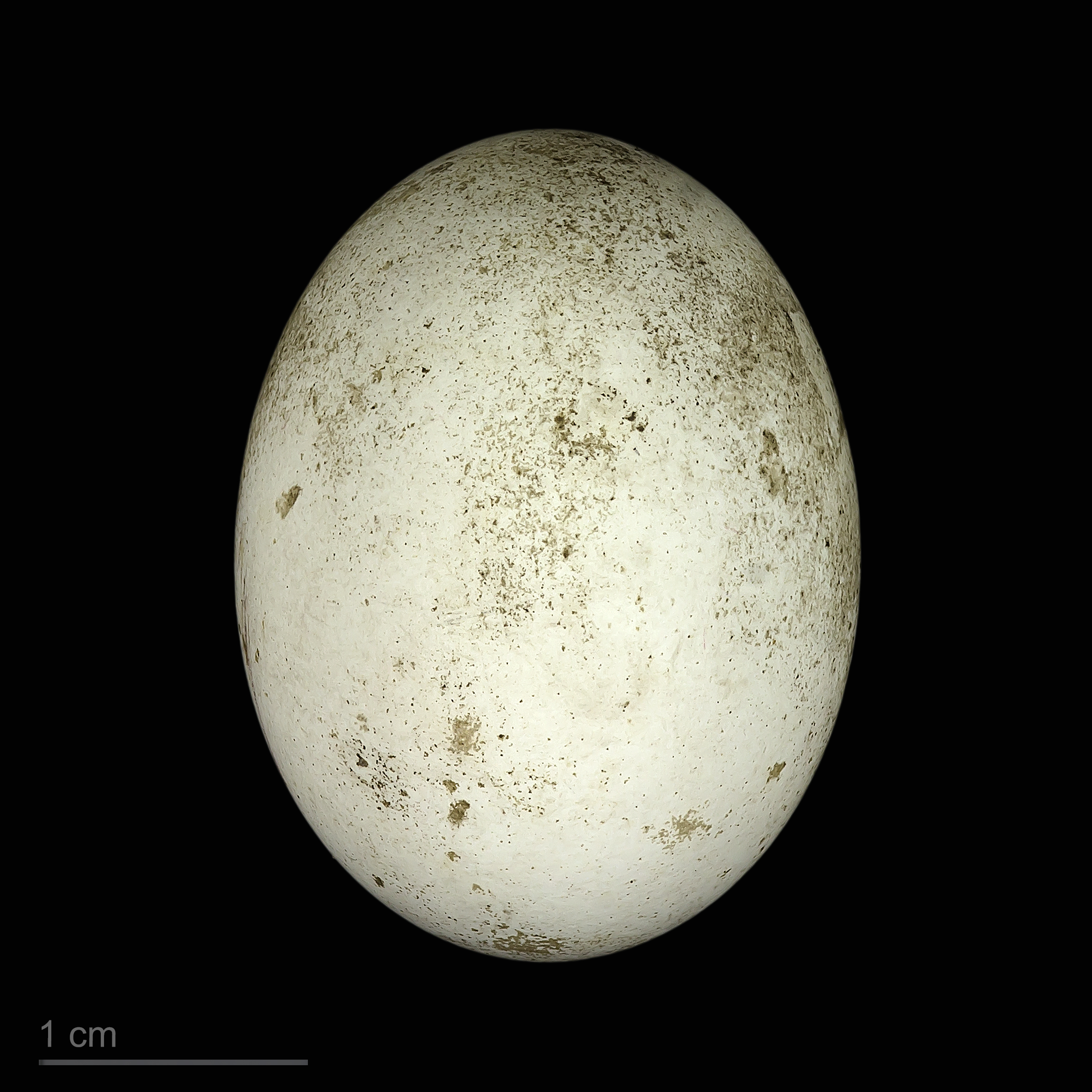
яйцо Coccyzus americanus - Тулузский музей

Желтоклювые кукушки — заботливые родители, они сами растят своих птенцов. Гнездо строится из веточек и располагается на нижних ветвях хвойных деревьев или в кустах на высоте 1—4 м над землёй. Гнездо выстилается травой, мхом и листьями. Самка откладывает от 1 до 5 голубых яиц (обычно 3—4) в течение 2—3 дней. Насиживают по очереди и самец, и самка. Птенцы появляются через 2 недели. Только что вылупившиеся птенцы покрыты чёрным пухом, их клювы тоже чёрные. Родители будут заботиться о них, пока они не научатся добывать себе корм сами. Кукушата очень быстро растут: они будут выбираться из гнезда и искать корм на дереве (или кусте) уже в возрасте 7—9 дней.

## Питание
Бо́льшую часть рациона птицы составляют гусеницы разных видов. Кукушка съедает даже тех гусениц, которые ядовиты и покрыты жёсткими щетинками. Перед тем как проглотить такую добычу, птица сначала трёт её о кору дерева, чтобы избавиться от щетинок. Учёные, которые исследовали содержимое желудка кукушки, обнаружили 325 гусениц, что означает, что птица съедала примерно 41 гусеницу за 15 минут. Кроме гусениц кукушка ловит и других насекомых, таких как кузнечики, муравьи и жуки, а также некоторых мелких позвоночных — лягушек и ящериц. В рацион входит и растительная пища — птица ест малину и виноград.

## Распространение
Желтоклювая американская кукушка гнездится в Северной Америке на территории Канады и США, прилетает и в Европу. Зимует в северной и центральной частях Южной Америки. Кукушки прилетают гнездиться весной, они совершают перелёты в ночное время суток. Типичным местом обитания этой птицы является лес, но она также может поселиться и в зарослях кустарников, и на более открытой местности, если там достаточное количество корма. Кукушки ведут скрытный образ жизни, но их месторасположение можно определить по голосу.